# Naočiti šupljozub
Naočiti šupljozub  (šarena srba, šarenkasta srba, naočita kacigarka, lat. Galeopsis speciosa) biljka je iz porodice Lamiaceae. U literaturi nailazimo i na naziv smrdljiva kopriva. Raste u srednjoj i sjevernoj Europi te Sibiru. Kao invazivna alohtona biljka javlja se i u Kanadi. Smatra se otrovnom, navodno može prouzročiti paralizu.

## Opis
Naraste do 100 cm visine, stabljika uspravna, razgranata. Listovi naizmjenični, ovalni. Cvjetovi skupljeni u pršljenove u pazušcima listova, žuti(gornja usna), donja usna trorežnjasta u sredini ljubičasta s bijelim obrubom.

## Sastav
Biljka sadrži tanine( do 10 %), silicijevu kiselinu(do 10 %), saponine, eterična ulja, masno ulje(sjemenke).

## Ljekovitost
Naočiti šupljozub ima protuupalno djelovanje i efekt ozdravljenja rana, u narodnoj medicini se koristi za razne prehlade .

## Sinonimi
- Galeopsis cannabina
- Galeopsis crenifrons
- Galeopsis flavescens

## Vanjske poveznice
https://pfaf.org/user/Plant.aspx?LatinName=Galeopsis+speciosa